# Ландтаг Баден-Вюртембергу
48°46′43″ пн. ш. 9°11′01″ сх. д. / 48.778638671915° пн. ш. 9.1835182634758° сх. д.
Ландтаг Баден-Вюртембергу (нім. Landtag von Baden-Württemberg) є державним законодавчим органом німецької землі Баден-Вюртемберг. Ландтаг засідає в Штутгарті й нині складається із 143 членів і представників п'яти політичних партій. Більшість місць на виборах 2021 року отримали Союз 90/Зелені і Соціал-демократична партія, що підтримують кабінет міністра від зелених — міністра-президента Вінфріда Кречмана. Зараз панівна коаліція складається з двох партія: Християнсько-демократичного союзу та Союзу 90/Зелених.

## Нинішній склад
Останні вибори в ландтаг відбулися 14 березня 2021 року:
| Партії                                     | Місця |
| ------------------------------------------ | ----- |
| Союз 90/Зелені (Die Grünen)                | 58    |
| Християнсько-демократичний союз (CDU)      | 42    |
| Соціал-демократична партія Німеччини (SPD) | 19    |
| Вільна демократична партія (FDP)           | 18    |
| Альтернатива для Німеччини (AfD)           | 17    |
| Безпартійні Колишні члени АДН              | 15    |